# Charles Baudelaire
Charles Pierre Baudelaire (phát âm IPA: [bod'lɛʀ]; 9 tháng 4 năm 1821 – 31 tháng 8 năm 1867) là một trong những nhà thơ có ảnh hưởng lớn nhất ở Pháp, trong thế kỷ 19, ông thuộc trường phái tượng trưng chủ nghĩa. Ông sinh năm 1821 tại Paris. Năm 1827, cha ông qua đời. Sau đó, mẹ ông tái hôn và gửi ông vào một trường nội trú. Ông cùng gia đình tới Ấn Độ vào năm 1841. Khoảng một năm sau đó, ông trở về paris, đối mặt với cuộc sống thiếu thốn và bắt đầu sáng tác. Ông có tham gia cuộc Cách mạng năm 1848 để kết thúc nền Quân chủ tháng Bảy. Trong thời kỳ này, ông gặp một phụ nữ đẹp tên là Jeanne Duval, và chính người này đã đem nhiều cảm xúc và thi hứng cho ông. Năm 1867, ông qua đời sau một thời gian ốm nặng.
Ông đã viết nhiều bài tiểu luận phê bình nghệ thuật, dịch thơ Edgar Allan Poe, xuất bản tập thơ Les Fleurs du Mal (đã xuất bản ở Việt Nam dưới tên "Những bông hoa ác")
Bao gồm những bài thơ sau:
(1. Abel và Caïn	17. Con tàu đẹp	33. Người đẹp
2. Ái tình và sọ người	18. Con thiên nga	34. Người tu sĩ xấu
3. Âm nhạc	19. Cuối ngày	35. Người và biển
4. Đoàn Bô-hê-miêng lên đường	20. Gửi người đi qua	36. Những bà già còm cõi
5. Bài ca buổi chiều	21. Gửi Théodore de Banville	37. Những con mèo
6. Bài thơ tình buồn (I)	22. Hối hận dưới mồ	38. Phúc trời
7. Buổi chiều tà của mặt trời lãng mạn	23. Hồn rượu	39. Phong cảnh
8. Cầu khẩn	24. Kẻ thù	40. Suối máu
9. Cái điếu	25. Khúc chiều tà	41. Ta tặng nàng những vần thơ này
10. Cái chết của người nghèo	26. Lời than thở của Icare	42. Tĩnh tâm
11. Cái chết của tình nhân	27. Lên cao	43. Tương ứng
12. Chán đời	28. Nỗi buồn của Mặt Trăng	44. Thu ca (I)
13. Chân dung	29. Nàng Thơ đánh đĩ	45. Thu ca (II)
14. Chim hải âu	30. Nàng Thơ nhuốm bệnh	46. Tiếng nói
15. Chuông rạn vỡ	31. Nói gì chiều nay	47. Vận xúi
16. Con mèo	32. Người ở gái có tâm hồn cao cả mà em vẫn ghen)
Sau cái chết của ông, một số tác phẩm như Journaux intimes (Nhật ký riêng tư) và Petits poefme en prose (Những bài thơ nhỏ viết theo thể văn xuôi) mới được xuất bản.